# 施氏鲟
施氏鲟（学名：Acipenser schrenckii）又稱史氏鱘，俗名史氏鲟、七粒浮子等，为鲟科鲟属下属物种。分布于前苏联以及中国东北地区。黑龙江中游和松花江下游分布较多，乌苏里江数量较少。

## 形态特征
该物种有背骨板11－16枚，侧骨板34－47枚，腹骨板7－16枚，背鳍条38－53条，臀鳍条20－35条。背部灰褐色，腹侧灰白，长度可达3米，重量超过190千克。

## 栖息环境和生活习性
底栖,主要栖息于砂砾底质江段、行动迟缓、底栖以及多在深水处。主要食物来源是水生昆虫幼虫、硬骨鱼和软体动物。一项研究表明，施氏鲟幼鱼食用的水生昆虫幼虫类型取决于季节，其中春秋两季食用蜉蝣幼虫的频率更高，夏季食用摇蚊科幼虫的频率更高。雌性在9－10龄时成熟，雄性在7－8龄时成熟。在秋天开始洄游。寿命可达65年。该物种的模式产地在黑龙江流域，可食用。